# وليام جوزيف بيل
ويليام جوزيف «بيل» بيل (بالإنجليزية: William J. Bell)‏ (6 مارس 1927 - 29 أبريل 2005) كاتب سيناريو ومنتج تلفزيوني أمريكي بدأ مشواره ككاتب عام 1956.

## روابط خارجية
- وليام جوزيف بيل على موقع IMDb (الإنجليزية)
- وليام جوزيف بيل على موقع قاعدة بيانات الفيلم (الإنجليزية)